# Juan Sinforiano Bogarín
Juan Sinforiano Bogarín, né à Mbuyapey dans le département de Paraguarí le 21 août 1863 et mort le 25 février 1949, est un prélat du Paraguay qui fut le premier archevêque de ce pays. 

## Biographie
Il devient orphelin pendant la guerre de la Triple-Alliance et il est élevé avec ses frères et sœurs par sa tante maternelle. Il passe sa jeunesse à Arecaya (Limpio) et à seize ans il entre au séminaire d'Asunción. Il est ordonné prêtre le 24 février 1886 à la cathédrale. Il est d'abord vicaire puis curé de la cathédrale et secrétaire général de la curie ecclésiastique.
Il est nommé évêque du Paraguay par Léon XIII le 21 septembre 1894 et consacré le 3 février 1895 (fête de saint Blaise, patron du Paraguay) par Luigi Giuseppe Lasagna, évêque titulaire d'Oea. Il prend pour devise fortiter et suaviter. Il structure les paroisses, fait venir des congrégations pour appuyer son action évangélisatrice, pose les bases de l'action catholique chère à Pie XI, défend la famille chrétienne et s'oppose (en vain) au laïcisme d'État soutenu en partie par la franc-maçonnerie ou les libéraux.
Le Paraguay connaît une histoire tumultueuse avec des coups d'État, des entreprises révolutionnaires et des reprises en main autoritaires, tandis que Juan Sinforiano Bogarín prêche inlassablement la paix sociale et la paix dans les familles et dénonce la torture. Il met en place des actions pour lutter contre la pauvreté, appliquant ainsi la doctrine sociale de l'Église. 
Il choisit comme secrétaire et vicaire général Hermenegildo Roe.
C'est en 1929 qu'est érigée la province ecclésiastique du Paraguay intégrant le nouvel archidiocèse d'Asunción, le diocèse de Villa Rica del Espíritu Santo et le diocèse de Concepción.
Juan Sinforiano Bogarín reçoit le pallium archiépiscopal le 15 août (fête de l'Assomption) 1930, et obtient ensuite la séparation de l'archidiocèse de Buenos Aires.
En 1932, lorsque commence la guerre contre la Bolivie, deux évêques sont consacrés: Agustín Rodríguez Argüello (es) pour Villarica et Emilio Sosa Gaona (de) pour Concepción et Chaco. Le premier congrès eucharistique national se tient en 1937.
Après une vie entièrement dédiée au Christ, et une carrière vouée à la structuration de son diocèse, il meurt à l'âge de 85 ans, après cinquante-cinq ans d'épiscopat qui ont marqué l'histoire de son pays. Juan José Aníbal Mena Porta (de) lui succède.